# Lægens Offer
Lægens Offer er en dansk stum dramafilm fra 1909 produceret af Nordisk Films Kompagni og instrueret af Viggo Larsen.

## Handling
Den dygtige børnelæge Cramer bliver kaldt ud til et sygt barn, velvidende, at hans egen dreng også er syg. Lægen redder arbejdsmand Møllers barn, men da han kommer hjem, er hans egen dreng død. Læge Cramer bliver deprimeret og møder senere arbejdsmand Møller, der vil takke ham, men Cramer vier ham vredt bort, da han bebrejder arbejdsmanden for sin egen søns død. 
Idet arbejdsmand Møller skuffet går bort, ser han Cramers lille pige lege i græsset med en hugorm. Han reagerer prompte og slår slangen ihjel, men bliver bidt i hånden. Da læge Cramer ser hvad der er sket, mander han sig op, og redder arbejdsmand Møller, der nu er endnu mere taknemmelig overfor lægen, der nu også har reddet hans liv. Cramer får sin livslyst tilbage, og de to familier og deres børn knyttes tæt sammen.

## Medvirkende
- Viggo Larsen
- Petrine Sonne